# Ravena
Ravena (em italiano: Ravenna) é uma comuna da província homônima, na região da Emília-Romanha, na Itália. Possui 144 457 habitantes. Estende-se por uma área de 652 km², tendo uma densidade populacional de 221,56 hab/km². Faz fronteira com Alfonsine, Argenta (FE), Bagnacavallo, Bertinoro (FC), Cervia, Cesena (FC), Comacchio (FE), Forlì (FC) e Russi.
Foi, no passado, um grande centro comercial que se veio a ressentir com o afastamento do mar. Um dos principais portos militares da Roma Antiga, chamado Classe (em latim: classis), ficava em Ravena.
Foi nesta cidade em que no ano de 1321, morreu Dante Alighieri

## História
Ravena foi a terceira capital do Império Romano do Ocidente (402–476), depois de Roma (27 a.C.–286) e de Mediolano (286–402). E o último imperador romano do ocidente, Rômulo Augusto, foi destronado por Odoacro, em 4 de setembro de 476.
Teodorico, o Grande, rei bárbaro que destruiu as pretensões de outros invasores, teria sido cativado pela cidade e a elegeu como sua capital, embelezando a sua corte com aspectos arquitetônicos bizantinos, protegendo artistas de renome, sábios e eruditos que o presentearam elevando-a à outrora grandeza imperial, pérola do seu reino bárbaro, em pleno século V. Nesta cidade, encontra-se a magnífica catedral, em estilo bizantino, que foi concebida para dignificar o imperador Teodósio I, o seu primeiro grande morador. Nesta cidade, encontram-se, ainda hoje, resquícios das grandes muralhas que foram erguidas para defender o importante arcebispado que existiu no século X.
Importante rota comercial e militar, Ravena sempre foi palco de intrigas palacianas. Conhecida por ser, do século VIII até o XIX, uma notória concorrente da cidade de Roma pelo prestígio de ser aclamada como sede do Império Romano e, séculos depois, centro cultural de primeira importância com o estabelecimento provisório do Sacro Império Romano-Germânico.
Carlos Magno descansava nesta cidade durante as campanhas bélicas que empreendia. Baseado na imponente catedral erguida a Teodósio, ergueu ele mesmo uma para si. A cidade foi por ele escolhida como a primeira capital política, antes de se estabelecer em Aquisgrano.

## Demografia
| Variação demográfica do município entre 1861 e 2011                               |
|                                                                                   |
| Fonte: Istituto Nazionale di Statistica (ISTAT) - Elaboração gráfica da Wikipedia |

## Outras imagens

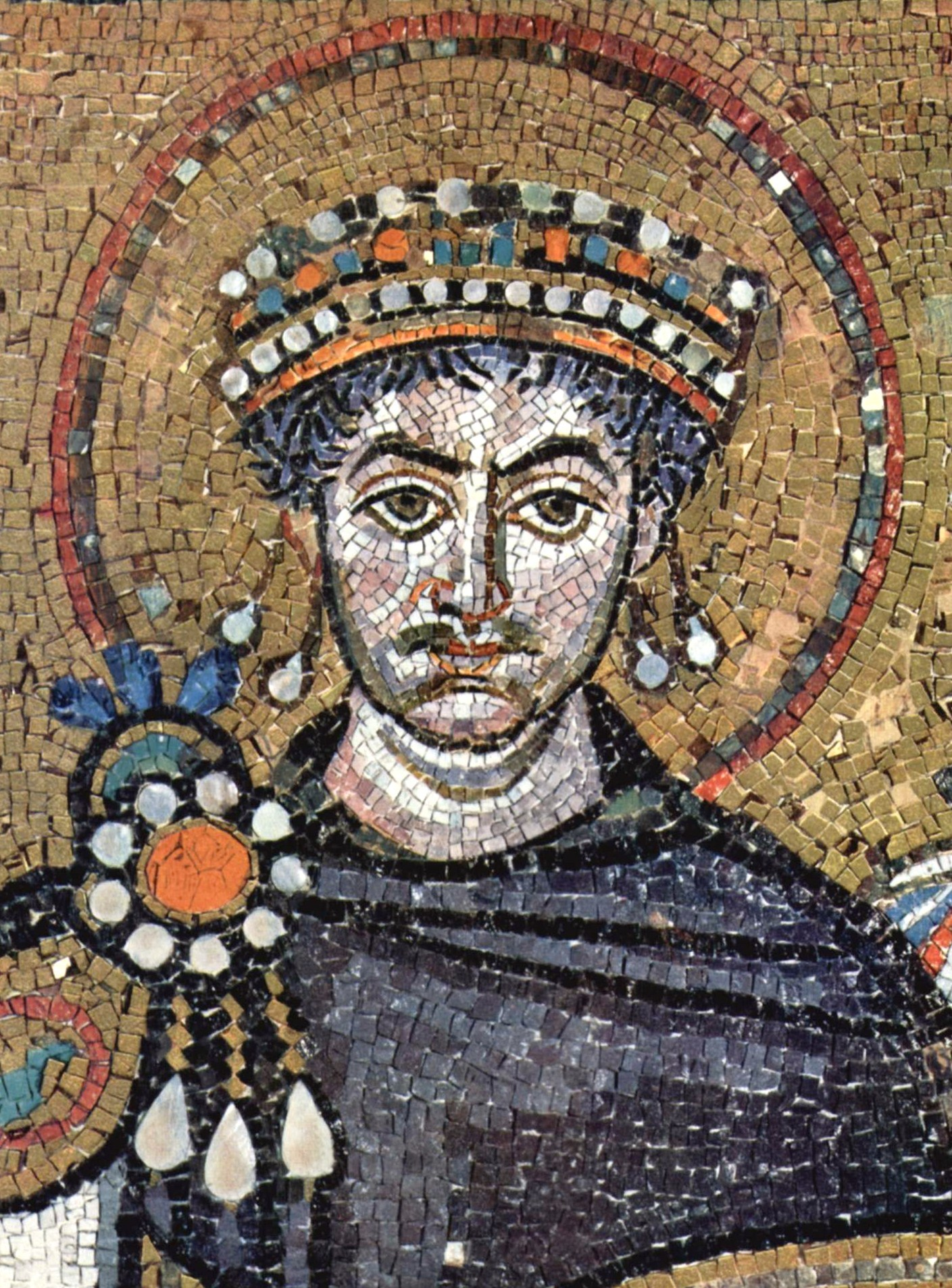
Justiniano
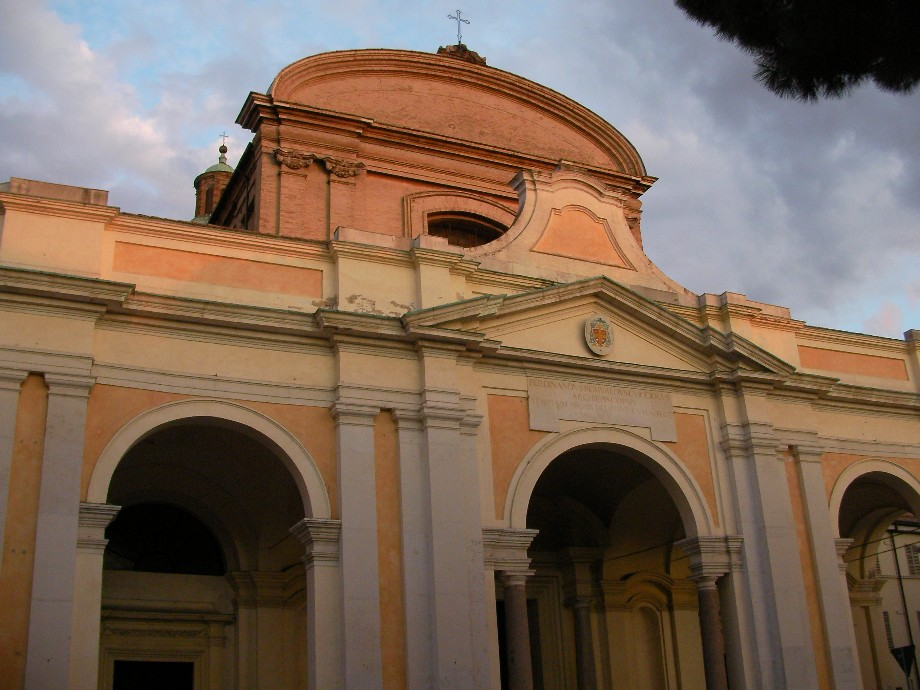
O duomo de Ravena
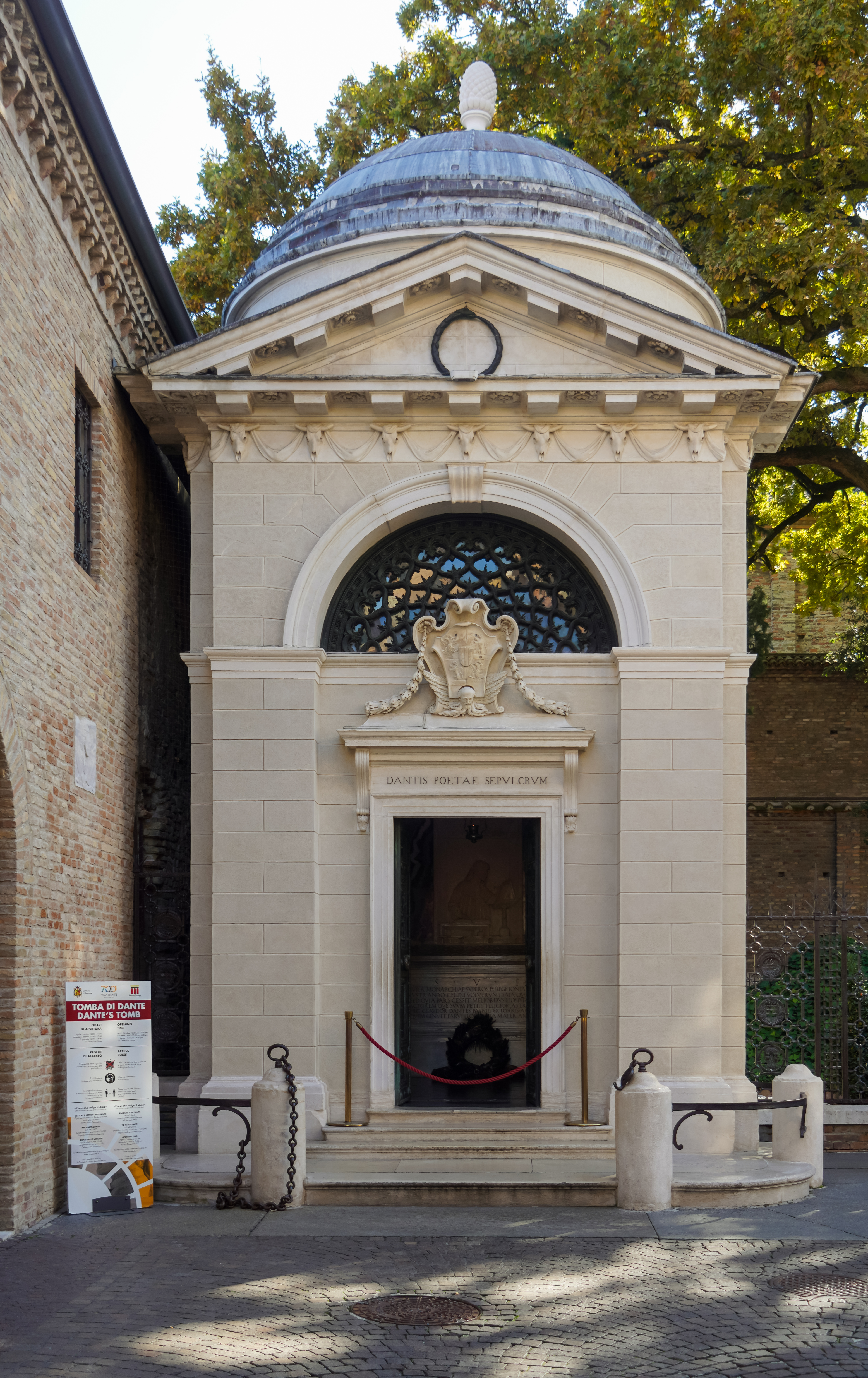
O túmulo de Dante
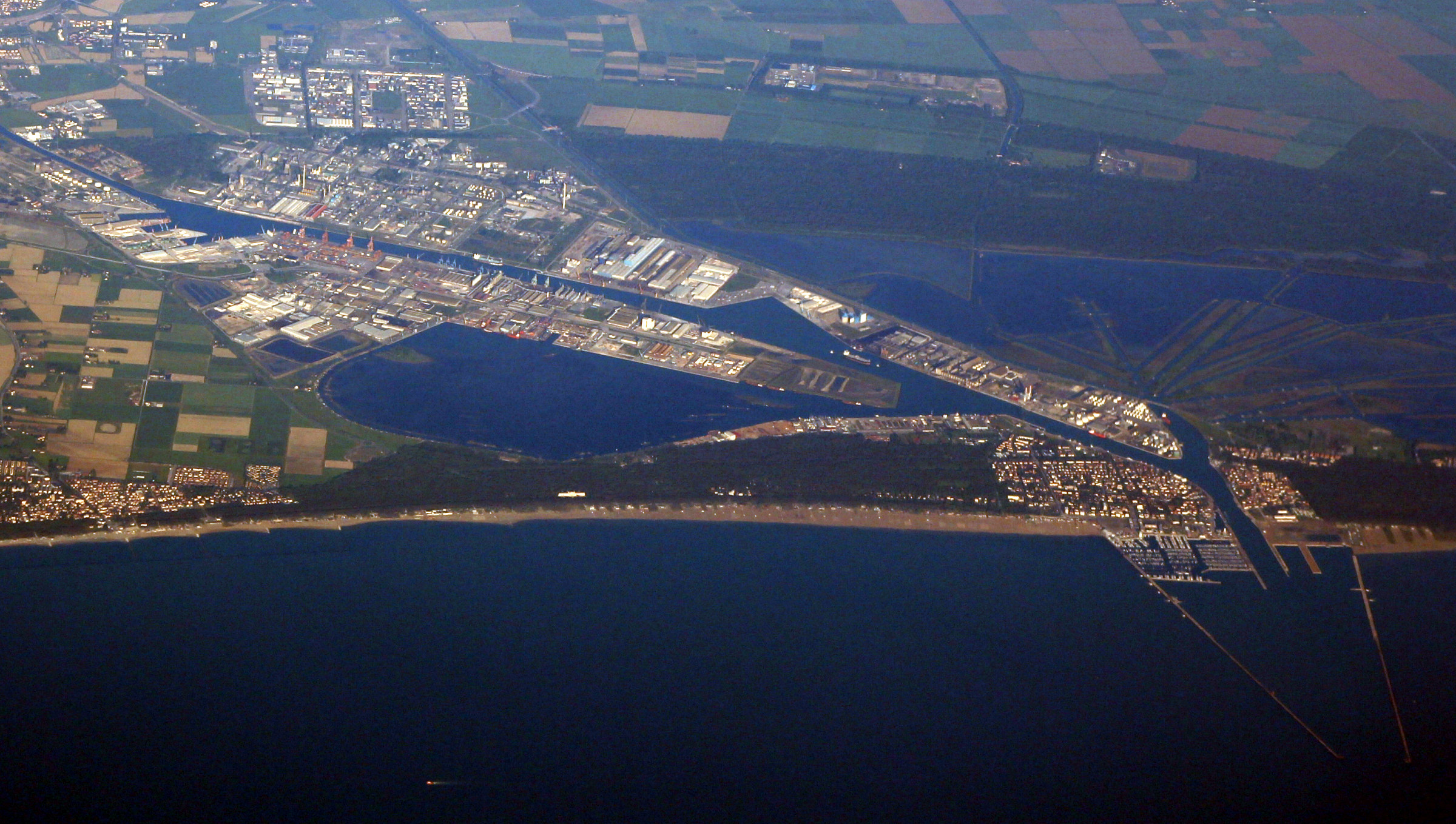
O porto de Ravena